# パパの教育
『パパの教育』（That's My Pup、1953年4月25日、劇場公開時『ブルの父ちゃん』）はトムとジェリーの作品の一つ。日本においては2004年1月1日以降パブリックドメインである。

## スタッフ
- 監督 - ウィリアム・ハンナ　ジョセフ・バーベラ
- 製作 - フレッド・クインビー
- 作画 - ケネス・ミューズ　エド・バージ　レイ・パターソン　アーヴン・スペンス
- 背景 - ロバート・ジェントル
- 音楽 - スコット・ブラッドリー

## 内容
ブルドッグのスパイクは、息子のタイクに「イヌにとって忘れてはならない3つのこと」を教える。1つ目は「イヌは人間の友達である」ということ、2つ目は「骨を埋める（スパイク曰く『理由は知らないがイヌは皆やってるから』）」ということ、そして3つ目は「ネコを追いかける」ということ。
特に一番重要だという3つ目について教えていた所へ、トムがジェリーを追い回しながら近づいてくる。タイクに手本を見せてやろうとしていたスパイクは、これ幸いと穴の側で待ち構えているトムに対して吠え付き、追いかけっこを始める。それを見たタイクは真似をしたがる。
息子の向上心を誇らしく思ったスパイクはトムに「今からうちのせがれにネコの追っかけ方を教えなくちゃならねえ。だから練習に付き合え。せがれが吠えたらお前は必死に逃げて木に登るんだ。いいな？」とヤラセを無理やり同意させる。哀れなトムはタイクの練習台にされてしまう。
迷惑千万のトムはそんなこと知るかとばかりに、再びジェリーを狙おうとしたり、スパイクが見ていない前でタイクを蹴り飛ばそうとする。一方、スパイクの話を聴いていたジェリーもまた、イヌの吠え真似をしてトムを脅かそうとする。トムはジェリーを追い回していても、たかが子犬のタイクが吠える度に逃げなくてはいけない。
そのうちにタイクは逃げ隠れたトムを見つけると、尻尾を噛んでトムを引きずり回すようになってしまった。うんざりしたトムはタイクをバケツで塞ぐと、自分によく似た剥製から尻尾を拝借し、タイクを騙してポールに宙吊りにしてしまった。
タイクの怯える声を聞きつけたスパイクが駆けつけ、吠えた拍子に自身の頭に息子を落下させて救う。トムの仕業だと知ったスパイクは怒り狂い、ポールに油を塗った上でトムをしばき上げて追い詰める。スパイクに吠えられトムは柱の上へ避難するが、油が塗られているため滑り落ちてしまい、また吠え付かれて柱に上がっては滑り落ちる。
その後スパイクは息子に後を任せることにする。やがて日が暮れて夜になったが、いまだにタイクはトムに吠え付き、柱に駆け上がるトムは油で滑り落ち、また吠え付かれては上る。そんな「練習」をしているタイクの姿をスパイクとジェリーは微笑ましく思いつつ眠りにつくのであった。

## 登場キャラクター
トム
ジェリーを追いかけている最中スパイクに吠えられ、やがてスパイクより「タイクの実験台」となるようヤラセを命ぜられる。やがてタイクに自身の尻尾を噛まれるとタイクをいじめて柱へ宙づりにさせ、これを知ったスパイクにしばき上げられた。最後はタイクに夜遅くまで吠え続けられ、油が塗られ滑りやすいポールへ追い詰められてしまう。
ジェリー
いつものようにトムの攻撃を巧みにかわし、トムがタイクの練習台にされているのを見ると・自身も犬の吠え真似をしてトムを脅かそうとする。最後はトムが夜遅くまでタイクに吠え続けられる姿をスパイクと共に見届けた。
スパイク
息子のタイクに「イヌは人間の友」・「骨を埋める」・「ネコを追う」という「イヌの三つの約束事」を伝授し、トムを実験台にして「ネコを追うノウハウ」を教える。トムが息子をいじめたのを知るとポールに油を塗ってトムを追い詰め、その後をタイクに任せた。
タイク
スパイクより猫の追いかけ方を教わり、そばでジェリーを追いかけていたトムに吠えかかる。だがトムによってポールへ宙づりにされるとスパイクに救出され、その後は夜遅くまでトムに吠え続けた。